# Симметричная система
Симметри́чная систе́ма — шахматный дебют, разновидность отказанного ферзевого гамбита. Начинается ходами: 
 1. d2-d4 d7-d5 
 2. c2-c4 c7-c5.

## История
Впервые дебют был описан А. Сальвио в 1604 году, в дальнейшем упоминался в трактатах Д. Греко. В XX веке данный вариант ферзевого гамбита исследовали австрийские шахматисты Х. Хабердиц, Х. Мюллер и Э. Грюнфельд, вследствие чего в некоторых источниках за дебютом утвердилось название «австрийская защита». Гроссмейстер А. М. Безгодов, анализируя в своей книге данное начало, употребил название «двойной ферзевый гамбит».
Симметричная система не получила широкого распространения на практике, в настоящее время данное начало иногда применяет азербайджанский супергроссмейстер Ш. Мамедьяров.

## Идеи дебюта
Ходом 2. …c7-c5 чёрные стремятся перехватить инициативу, однако редко добиваются своей цели, так как этот выпад, по данным современной теории, является преждевременным. В ряде случаев возможен переход на схемы в духе английского начала или защиты Грюнфельда. По статистике, выбирая данный дебют, чёрные выигрывают лишь 19,9 % партий, успех белых составляет 51,6 %, и 28,5 % встреч заканчиваются вничью.

## Варианты

### Основное продолжение
Основная позиция дебюта возникает после 3. c4:d5. Далее возможно:
- 3. …Фd8:d5? 4. Кg1-f3 c5:d4 5. Кb1-c3! — белые получают преимущество в развитии.
- 3. …Кg8-f6
  - 4. d4:c5 Фd8:d5 5. Сc1-d2 Кf6-e4 6. Кg1-f3 e7-e6 7. Кb1-c3 — с преимуществом у белых.
  - 4. Кg1-f3 c5:d4 5. Кf3:d4 Кf6:d5 6. e2-e4 Кd5-b4 7. Фd1-a4+ Кb4-c6 8. Кd4:c6 Кb8:c6 9. Сc1-e3 Сc8-d7 10. Кb1-c3 e7-e6 11. Сf1-e2 Сf8-e7 12. 0—0 0—0 13. Лf1-d1 — с преимуществом у белых.
  - 4. e2-e4 Кf6:e4 5. d4:c5 — ведёт к обоюдоострой игре. Далее возможно:
    - 5. …Фd8-a5+ 6. Сc1-d2 Кe4:d2 7. Кb1:d2 — взятие пешки на c5 (7. …Фa5:c5?) невозможно, так как последует 8. Лa1-c1 с последующим выигрышем слона c8.
    - 5. …Кe4:c5 6. Кb1-c3
      - 6. …g7-g6? 7. Фd1-d4 — с лучшей позицией у белых.
      - 6. …e7-e6 7. b2-b4 Фd8-f6 8. Фd1-c2 Кc5-a6 9. a2-a3 — у белых позиционное преимущество[5].

### Редкие варианты
По статистике, данные продолжения встречаются нечасто:
- 3. d4:c5
- 3. e2-e3
- 3. Кg1-f3
- 3. Кb1-c3

## Примерные партии
- Бисгайер — Зейферт, Рочестер, 1958[6]

1. d2-d4 d7-d5 2. c2-c4 c7-c5 3. c4:d5 Кg8-f6 4. d4:c5 Фd8:a5+ 5. Кb1-c3 Фa5:c5 6. e2-e4 Сc8-Сg4 7. Фd1-b3 Фc5-c8 8. Сc1-e3 e7-e5 9. Лa1-c1 Кb8-d7 10. f2-f3 Сg4-h5 11. Кc3-b5 Кd7-c5 12. Фb3-c3 Фc8-d7 13. Фc3:e5+ 1-0. Потеря чёрного коня c5 неизбежна.
- Грассел — Раст, Индиана, 1974[7]

1. d2-d4 d7-d5 2. c2-c4 c7-c5 3. d4:c5 Кg8-f6 4. Кg1-f3 Кb8-c6 5. Сc1-g5 Кf6-e4 6. Сg5-f4 Фd8-a5+ 7. Кb1-d2 Фa5:c5 8. Лa1-c1 Ф:f2× 0-1.